# Julie de Bona
Julie de Bona (Parijs, 7 december 1980) is een Franse actrice.

## Biografie
De Bona werd geboren als kind van een informaticus en naaister. Ze heeft Italiaanse en Vietnamese wortels.
Op jonge leeftijd studeerde ze biochemie, maar toen ze negentien jaar was, besloot ze zich meer te focussen op theater. Niet veel later schreef ze zich in bij het Conservatoire d’Art Dramatique in Montpellier, waarna ze ook nog lessen in Montrouge en Parijs genoot.

## Filmografie (selectie)
| Jaar | Titel                                | Rol           | Type productie | Opmerkingen     |
| ---- | ------------------------------------ | ------------- | -------------- | --------------- |
| 2002 | La vie devant nous                   | Éloïse        | Televisieserie | 3 afleveringen  |
| 2006 | Indigènes (Days of Glory)            |               | Film           |                 |
| 2012 | Talons aiguilles & bottes de paille  | Vanessa       | Televisieserie | 26 afleveringen |
| 2015 | Le secret d'Elise                    | Julie         | Televisieserie | 6 afleveringen  |
| 2016 | Innocente                            | Roxane Delage | Televisieserie | 6 afleveringen  |
| 2017 | Le tueur du lac (Killer by the Lake) | Lise Stocker  | Televisieserie | 8 afleveringen  |
| 2019 | Made in China                        | Sophie        | Film           |                 |
| 2019 | Le Bazar de la Charité               | Rose Rivière  | Televisieserie | 8 afleveringen  |
| 2020 | Peur sur le lac (Fear by the Lake)   | Lise Stocker  | Televisieserie | 6 afleveringen  |
| 2021 | Plan B                               | Florence      | Televisieserie | 6 afleveringen  |
| 2022 | Les combattantes                     | Agnès         | Televisieserie | 8 afleveringen  |